# Printemps arabe au Qatar
Durant le printemps arabe, le Qatar, quoique non-touché par la vague révolutionnaire, joue un rôle de premier plan, par l'intermédiaire de sa chaîne d'information continue satellitaire Al Jazeera.
Le gouvernement qatari n'est pas non plus exempt des réflexes autoritaires des gouvernements de la région. Par exemple, le 29 novembre 2012, le poète de langue arabe Ibn Al-Dhib est condamné à la prison à perpétuité, pour avoir conté dans son poème Koulouna Tounès (« Nous sommes tous la Tunisie ») le printemps arabe et y avoir critiqué le régime qatari.